# Santo Domingo International 2016
Die Santo Domingo International 2016 (auch als Santo Domingo Open 2016 bekannt) im Badminton fanden vom 25. bis zum 29. Oktober 2016 in Santo Domingo statt.

## Medaillengewinner
| Disziplin    | Gold                                                     | Silber                                              | Bronze                                                         |
| ------------ | -------------------------------------------------------- | --------------------------------------------------- | -------------------------------------------------------------- |
| Herreneinzel | Matteo Bellucci                                          | Kevin Strobl                                        | Fabio Caponio                                                  |
| Herreneinzel | Matteo Bellucci                                          | Kevin Strobl                                        | Sören Opti                                                     |
| Dameneinzel  | Nairoby Abigail Jiménez                                  | Lisa Iversen                                        | Aimee Moran                                                    |
| Dameneinzel  | Nairoby Abigail Jiménez                                  | Lisa Iversen                                        | Jennifer Yee                                                   |
| Herrendoppel | William Cabrera Nelson Javier                            | Lukas Osele Kevin Strobl                            | Matteo Bellucci Fabio Caponio                                  |
| Herrendoppel | William Cabrera Nelson Javier                            | Lukas Osele Kevin Strobl                            | Therry Aquino Reimi Starling Cabrera Rosario                   |
| Damendoppel  | Nairoby Abigail Jiménez Bermary Altagracia Polanco Muñoz | Fanny Duarte Aimee Moran                            | Noemi Almonte Carmen Garcia                                    |
| Mixed        | William Cabrera Licelott Sanchez                         | Cesar Adonis Brito Gonzalez Nairoby Abigail Jiménez | Nelson Javier Noemi Almonte                                    |
| Mixed        | William Cabrera Licelott Sanchez                         | Cesar Adonis Brito Gonzalez Nairoby Abigail Jiménez | Edinvert Bienvenido Sanchez Matos Anny Elizabeth Sanchez Matos |